# Садівська сільська рада (Шахтарський район)
| Садівська сільська рада — колишній орган місцевого самоврядування у Шахтарському районі Донецької області з адміністративним центром у c-ще Садове. Сільській раді підпорядковані населені пункти: - c-ще Садове - с-ще Зарощенське - с-ще Захарченко - с-ще Зачатівка - с-ще Молодецьке |

## Склад ради
Рада складається з 20 депутатів та голови.

## Керівний склад сільської ради
| ПІБ                            | Основні відомості                                                         | Дата обрання | Дата звільнення |
| ------------------------------ | ------------------------------------------------------------------------- | ------------ | --------------- |
| Полякова Людмила Володимирівна | Сільський голова, 1969 року народження, освіта, член Партії регіонів      | 26.03.2006   | 31.10.2010      |
| Єрмоленко Ігор Васильович      | Сільський голова, 1964 року народження, освіта вища, член Партії регіонів | 31.10.2010   |                 |

Примітка: таблиця складена за даними джерела